# Tommaso Polidoro
Tommaso Polidoro (Cassino, 30 maggio 1951) è un giornalista, scrittore e autore televisivo italiano.
Noto per il suo impegno nella formazione professionale dei giornalisti attraverso il format "Il venerdì di Polidoro", è consigliere nazionale della Federazione Nazionale Stampa Italiana.

## Carriera
Dal 1978, Polidoro si occupa di comunicazione e formazione, spaziando dalla conduzione televisiva alla regia Rai (1991-1993), fino all'insegnamento accademico.
Ha collaborato con il Maestro Eduardo De Filippo al Teatro Eliseo di Roma nelle rappresentazioni di Natale in casa Cupiello e Le voci di dentro. Successivamente, ha lavorato alla realizzazione e alle riprese di quattro commedie di Eduardo destinate alla Rai: Il Cilindro (con Monica Vitti), Gennareniello, Il Sindaco del Rione Sanità e Quei Figuri di Tanti anni fa.
Negli anni '80 ha collaborato con il Teatro di Roma (Argentina) e ha ricoperto il ruolo di direttore artistico in numerosi eventi culturali, tra cui il Festival Internazionale delle Scuole di Cinema C.I.L.E.C.T-C.I.C.T. - UNESCO (1990) e il centenario della nascita di Eugenio Montale con l'evento "La voce di Montale" (1996).
Nel 1991-1993 ha lavorato come regista per Rai 2. È stato docente a contratto presso l'Università di Cassino e del Lazio Meridionale, dove ha tenuto corsi su "Interpersonal Skills" e "Comunicazione ed Eventi Culturali". Inoltre, ha ricoperto il ruolo di direttore del Master di Giornalismo "Alma Laboris".
Dal 2016 al 2022 è stato Coordinatore dei Corsi di Formazione con crediti formativi per l'Associazione Stampa Romana. Nel 2012, ha svolto il ruolo di referente per la Web Radio di Ateneo dell'Università di Cassino. Il suo impegno verso la crescita della categoria giornalistica è stato riconosciuto con l'elezione a Consigliere Nazionale della Federazione Nazionale Stampa Italiana (FNSI) nel congresso del 2019 e con la rielezione in quello del 2023.

## Attività giornalistica e istituzionale
Iscritto all'Ordine Nazionale dei Giornalisti dal 1994, Polidoro è stato eletto consigliere nazionale della Federazione Nazionale Stampa Italiana (F.N.S.I.) nel 2019 e rieletto nel 2023 dal XXIX Congresso riunitosi il 17 febbraio a Riccione.
Dal 2016 al 2022 è stato coordinatore della Formazione & Innovazione dell'Associazione Stampa Romana. Nel 2017 è stato delegato per Lazio, Campania e Puglia dell'A.N.G.P.I. e dal 2011 al 2014 ha ricoperto il ruolo di presidente del G.U.S. Formazione - Gruppo Romano Giornalisti Uffici Stampa. Nel 2009 ha fondato e presieduto l'A.G.I.L.A.M. (Associazione Giornalisti del Lazio Meridionale) e nel 2010 è stato vicepresidente al VII Congresso di Stampa Romana.

## Formazione dei giornalisti
Dal 2014 Polidoro organizza corsi di formazione per giornalisti con crediti formativi riconosciuti dalla F.N.S.I., coinvolgendo professionisti del settore, rappresentanti delle istituzioni e della magistratura. I corsi sono organizzati in sedi prestigiose come l'Università Luiss Guido Carli, il CNR, la F.N.S.I., la Commissione Europea (Spazio Europa), il Campidoglio, il Teatro dei Dioscuri al Quirinale, il Ministero della Salute e il Centro Alti Studi della Difesa.

### "Il venerdì di Polidoro"
"Il venerdì di Polidoro" è un ciclo di incontri formativi rivolti ai giornalisti, organizzati in diverse città italiane. Ogni appuntamento affronta tematiche di attualità con un approccio pratico e interattivo, favorendo la partecipazione attiva dei professionisti dell'informazione. Fino al 2025, Polidoro ha organizzato 287 corsi gratuiti, coinvolgendo 1.151 relatori professionisti e 15.689 giornalisti partecipanti a cui sono stati riconosciuti 1703 crediti formativi. Grazie a una rete di collaborazioni, 51 prestigiose sedi hanno ospitato i corsi senza oneri economici, sottolineando l'importanza di questa iniziativa nel panorama della formazione giornalistica.
Nel dicembre 2024, il ciclo ha proposto seminari su temi come lo stress lavorativo tra i giornalisti, il giornalismo investigativo nell'accertamento delle responsabilità amministrativo-contabili e l'evoluzione del Festival di Sanremo nell'era dei social media. Questi eventi hanno offerto ai partecipanti l'opportunità di approfondire argomenti rilevanti e ottenere crediti formativi deontologici.
L'iniziativa ha riscosso un crescente successo, attirando un pubblico sempre più ampio e diversificato. La capacità di Polidoro di rendere accessibili argomenti complessi e di affrontare questioni deontologiche con chiarezza e passione ha contribuito a fare de "Il venerdì di Polidoro" un modello virtuoso di formazione giornalistica.

## Opere
- Cassino Un giorno Il Teatro, con Stefania Severi, introduzione di Giorgio Aragno, 1982
- Cinema di Carta - 50 anni di Manifesti Cinematografici, con il contributo di Vincenzo Mollica, 1984
- Cassino e i suoi Monumenti[1], prefazione di Mario Verdone, 1991 (7 edizioni, tradotto in quattro lingue)
- In Scena - I Teatri di Roma nelle Fotografie di Tommaso Le Pera[1] (ideato e curato da), 2012

## Premi e onorificenze
- Premio Associazione Giulia (2015), per il contributo giornalistico sulla violenza contro le donne
- Premio Telefono Rosa per le pari opportunità nei servizi TV
- Premio Letterario Giornalismo Televisivo Val di Comino (1993, 2011)
- Onorificenza di Cavaliere della Repubblica (1999), conferita dal Presidente Carlo Azeglio Ciampi
- Consigliere Scientifico dello Stato Maggiore della Marina Militare (2017, 2019)[2][3]
- Premio Bramante per il Giornalismo e la divulgazione culturale e sociale (2024)
- Presidente della Commissione giornalisti premio Riccardo Bramante (2025)